# Трудолюбовка (Новоукраинский район)
Трудолюбовка (укр. Трудолюбівка) — село в Анновской сельской общине Новоукраинского района Кировоградской области Украины.
Население по переписи 2001 года составляло 117 человек. Почтовый индекс — 27154. Телефонный код — 5251. Код КОАТУУ — 3524082805.